# Culicoides bedfordi
Culicoides bedfordi är en tvåvingeart som beskrevs av Ingram och John William Scott Macfie 1923. Culicoides bedfordi ingår i släktet Culicoides och familjen svidknott. Inga underarter finns listade i Catalogue of Life.